# Coupe du monde de ski de fond 1988-1989
Navigation
Édition précédente Édition suivante
La 8e édition de la Coupe du monde de ski de fond s'est déroulée du 10 décembre 1988 au 12 mars 1989. Le Suédois Gunde Svan remporte le classement général chez les hommes pendant que la Soviétique Elena Välbe remporte la Coupe du monde.

## Classements

### Classements généraux
| Rang | Nom                     | Points |
| ---- | ----------------------- | ------ |
| 1    | Gunde Svan              | 170    |
| 2    | Vegard Ulvang           | 154    |
| 3    | Torgny Mogren           | 140    |
| 4    | Pål Gunnar Mikkelsplass | 134    |
| 5    | Vladimir Smirnov        | 74     |
| 6    | Lars Håland             | 67     |
| 7    | Holger Bauroth          | 57     |
| 8    | Christer Majbäck        | 46     |
| 9    | Uwe Bellmann            | 45     |
| 10   | Terje Langli            | 43     |
| -    | Alexei Prokourorov      | 43     |

| Rang | Nom                     | Points |
| ---- | ----------------------- | ------ |
| 1    | Elena Välbe             | 167    |
| 2    | Alžbeta Havrančíková    | 105    |
| 3    | Tamara Tikhonova        | 93     |
| 4    | Manuela Di Centa        | 91     |
| 5    | Larisa Lazutina         | 89     |
| 6    | Marja-Liisa Kirvesniemi | 87     |
| 7    | Marianne Dahlmo         | 81     |
| 8    | Yuliya Shamshurina      | 75     |
| 9    | Pirkko Määttä           | 62     |
| 10   | Anne Jahren             | 60     |

## Calendrier et podiums

### Hommes
| Étape                                                                      | Lieu                | Épreuve         | Date             | Vainqueur     | Deuxième                | Troisième               |
| -------------------------------------------------------------------------- | ------------------- | --------------- | ---------------- | ------------- | ----------------------- | ----------------------- |
| 1                                                                          | Ramsau am Dachstein | 15 km Libre     | 10 décembre 1988 | Torgny Mogren | Gunde Svan              | Uwe Bellmann            |
| 2                                                                          | Bohinj              | 30 km Libre     | 14 décembre 1988 | Gunde Svan    | Torgny Mogren           | Pål Gunnar Mikkelsplass |
| 3                                                                          | Val di Sole         | 15 km           | 17 décembre 1988 | Gunde Svan    | Torgny Mogren           | Pål Gunnar Mikkelsplass |
| 4                                                                          | Kavgolovo           | 15 km Classique | 7 janvier 1989   | Vegard Ulvang | Pål Gunnar Mikkelsplass | Vladimir Smirnov        |
| 5                                                                          | Nové Město          | 15 km Libre     | 13 janvier 1989  | Gunde Svan    | Pål Gunnar Mikkelsplass | Vegard Ulvang           |
| 6                                                                          | Nové Město          | 30 km Classique | 15 janvier 1989  | Gunde Svan    | Pål Gunnar Mikkelsplass | Holger Bauroth          |
| Championnats du monde de ski nordique 1989 (17 février au 26 février 1989) |                     |                 |                  |               |                         |                         |
| 7                                                                          | Oslo                | 50 km Libre     | 4 mars 1989      | Vegard Ulvang | Holger Bauroth          | Torgny Mogren           |
| 8                                                                          | Falun               | 30 km Libre     | 11 mars 1989     | Lars Håland   | Torgny Mogren           | Vegard Ulvang           |

### Femmes
| Étape                                                                      | Lieu        | Épreuve         | Date             | Vainqueur               | Deuxième             | Troisième        |
| -------------------------------------------------------------------------- | ----------- | --------------- | ---------------- | ----------------------- | -------------------- | ---------------- |
| 1                                                                          | La Féclaz   | 5 km Libre      | 10 décembre 1988 | Alžbeta Havrančíková    | Tamara Tikhonova     | Elena Välbe      |
| 2                                                                          | Campra      | 15 km Libre     | 14 décembre 1988 | Elena Välbe             | Alžbeta Havrančíková | Larisa Lazutina  |
| 3                                                                          | Davos       | 10 km Classique | 17 décembre 1988 | Yuliya Shamshurina      | Pirkko Määttä        | Elena Välbe      |
| 4                                                                          | Kavgolovo   | 15 km Classique | 7 janvier 1988   | Elena Välbe             | Svetlana Nagueïkina  | Trude Dybendahl  |
| 5                                                                          | Klingenthal | 10 km Classique | 13 janvier 1989  | Marianne Dahlmo         | Manuela Di Centa     | Anne Jahren      |
| 6                                                                          | Klingenthal | 30 km Libre     | 15 janvier 1989  | Alžbeta Havrančíková    | Gabriele Heß         | Marianne Dahlmo  |
| Championnats du monde de ski nordique 1989 (17 février au 26 février 1989) |             |                 |                  |                         |                      |                  |
| 7                                                                          | Oslo        | 20 km           | 4 mars 1989      | Marja-Liisa Kirvesniemi | Tamara Tikhonova     | Anne Jahren      |
| 8                                                                          | Falun       | 15 km Libre     | 11 mars 1989     | Elena Välbe             | Tamara Tikhonova     | Manuela Di Centa |